# Бучек (син Толуя)
Бучек — онук Чингісхана, син Толуя, молодший брат Мунке. Один з командувачів у західному поході монголів.
У своєму оповіданні Рашид ад-Дін розповів про похід частини військ, які брали участь у західному поході, й очолюваної Мунке і Бучеком. Похід проходив по двох берегах Волги в південному напрямку, коли на одному з островів був захоплений і убитий лідер половецького опору Бачман, поміщений там до вторгнення на Русь (1237 рік). Але ґрунтуючись на більш ранньому творі Джувейні, сучасні дослідники відносять ці події до періоду 1238–1239 років. Тоді частина половців на чолі з ханом Котяном пішла в Угорщину до короля Бели IV.
За повідомленням католицького проповідника в половецьких степах Юліана Угорського, восени 1237 усе монгольське військо було розділене на чотири частини, три з яких готувалися до вторгнення на Русь. Бучека, на відміну від Мунке, не згадують у походах на Русь.
Наприкінці 1239 війська Бучека разом з загонами Шибана вдерлися до Криму і взяли Сурож. На заключному етапі після розділення військ на Волині Бучек вдерся до Угорщини за південним маршрутом, через Валахію.
У своєму монолозі на адресу Гуюка Угедей відгукнувся про Субедея й Бучека як про двох полководців, що внесли найбільший внесок в успіх західного походу.